# Mathieu Amalric
Mathieu Amalric (Neuilly-sur-Seine, 25 de outubro de 1965) é um ator e cineasta francês. Recebeu o troféu César de melhor ator coadjuvante em 1997 pelo filme Comment je me suis disputé...(ma vie sexuelle), de Arnaud Desplechin, e depois duas vezes o de melhor ator: em 2005, por Rois et Reine, também de Arnaud Desplechin, e em 2008 por O Escafandro e a Borboleta, de Julian Schnabel.

## Biografia
Mathieu Amalric é filho de Jacques Amalric, correspondente internacional do jornal Le Monde e editorialista no Libération, e de Nicole Zand, crítica literária no jornal Le Monde. Tem dois filhos com Jeanne Balibar, da qual se separou no início dos anos 2000.
Depois de fazer aulas preparatórias literárias, ele começou no cinema como contra-regra. Em 1996, estreou em Diário de um Sedutor, de Danielle Dubroux. No ano seguinte, recebeu o papel de Paul Dedalus em Comment je me suis disputé...(ma vie sexuelle), com o qual despontaria em sua carreira. No fim dos anos 1990, Amalric se impôs como uma das maiores revelações aos atores do cinema francês, interpretando geralmente tipos intelectuais fantásticos, exuberantes ou depressivos.
Como diretor de cinema, Mathieu Amalric fez o filme autobiográfico Tome sua sopa em 1997. Em 2003, apresentou La Chose publique na Quinzena de Realizadores do Festival de Cannes.
Em 2008, Mathieu Amalric obteve seu segundo César no papel do jornalista Jean-Dominique Bauby, vítima da síndrome locked-in, no filme O Escafandro e a Borboleta. Sua ausência na Cerimônia do César foi explicada pelo fato de estar gravando no Panamá um papel de vilão em um filme de James Bond.

## Filmografia

### Ator
- 1984 : Les Favoris de la lune de Otar Iosseliani - Julien
- 1992 : La Chasse au papillons de Otar Iosseliani
- 1992 : La Sentinelle de Arnaud Desplechin
- 1993 : Lettre pour L... de Romain Goupil
- 1995 : Diário de um Sedutor de Danielle Dubroux - Sébastien
- 1995 : Tom est tout seul de Fabien Onteniente - Un copain de Tom
- 1996 : Comment je me suis disputé...(ma vie sexuelle) de Arnaud Desplechin - Paul Dédalus
- 1996 : Genealogia de um Crime de Raoul Ruiz - Yves
- 1998 : On a très peu d’amis de Sylvain Monod - Ivan
- 1998 : Dieu seul me voit de Bruno Podalydès - Atchoum
- 1998 : Alice et Martin de André Téchiné - Sauvagnac
- 1998 : Fin août, début septembre de Olivier Assayas - Gabriel
- 1999 : Trois Ponts sur la rivière de Jean-Claude Biette - Arthur Echéant
- 1999 : Adieu le plancher des vaches! de Otar Iosseliani - un client au bar
- 1999 : La Fausse Suivante de Benoît Jacquot - Lélio
- 2000 : L'Affaire Marcorelle de Serge Le Péron - Fourcade
- 2000 : La Brèche de Roland (média-metragem) de Arnaud Larrieu et Jean-Marie Larrieu - Roland
- 2001 : Léaud l'unique (TV) de Serge Le Péron - lui-même
- 2001 : Zaide, un petit air de vengeance (TV) de Josée Dayan - Luigi Scarofolo
- 2001 : Amour d'enfance de Yves Caumon - Paul
- 2002 : Lundi Matin de Otar Iosseliani - Voix de Nicolas
- 2002 : Les naufragés de la D17 de Luc Moullet - l'astrophysicien
- 2002 : Lulu de Jean-Henri Roger - l'avocat
- 2002 : C'est le bouquet de Jeanne Labrune - Stéphane
- 2003 : Un homme, un vrai de Arnaud Larrieu et Jean-Marie Larrieu - Boris
- 2003 : Mes enfants ne sont pas comme les autres de Denis Dercourt - Gérald
- 2004 : Inquiétudes de Gilles Bourdos - le professeur d'arts plastiques
- 2004 : Le Pont des arts de Eugène Green - un spectateur du Nô
- 2004 : Rois et Reine de Arnaud Desplechin - Ismaël
- 2005 : La Moustache de Emmanuel Carrère - Serge
- 2005 : Au large de François-Christophe Marzal
- 2005 : J'ai vu tuer Ben Barka de Serge Le Péron - Philippe Bernier
- 2005 : Munique de Steven Spielberg - Louis
- 2005 : Maria Antonieta de Sofia Coppola - L'homme au bal masqué
- 2005 : Michou d'Auber de Thomas Gilou - Jacques
- 2006 : Quand j'étais chanteur de Xavier Giannoli - Bruno
- 2006 : Fragments sur la grâce de Vincent Dieutre - un lecteur
- 2006 : La Question humaine de Nicolas Klotz - Simon
- 2006 : Le Grand Appartement de Pascal Thomas - Martin
- 2006 : O Escafandro e a Borboleta de Julian Schnabel - Jean-Dominique Bauby
- 2007 : Actrices de Valeria Bruni Tedeschi
- 2007 : L'Histoire de Richard O. de Damiel Odoul – Richard O.
- 2007 : Un secret de Claude Miller - François adulte
- 2007 : Un conte de Noël de Arnaud Desplechin - Henri
- 2008 : Quantum of Solace de Marc Forster - Dominic Greene
- 2009 : L'Ennemi public n° 1 de Jean-François Richet - François Besse
- 2012: Linhas de Wellington de Valeria Sarmiento

Curtas-metragens :
- 1990 : Vers quoi vers où de Gérard Cherqui
- 1997 : L'Interview de Xavier Giannoli - Julien
- 2004 : Cuadrilátero de José Carlos Ruiz
- 2004 : Les Parallèles de Nicolas Saada - Simon
- 2005 : Les Matines de Annick Raoul
- 2005 : Comme James Dean de Jonathan Zaccaï
- 2005 : Avaler des couleuvres de Dominique Perrier
- 2006 : Un lever de rideau de François Ozon
- 2006 : Les Signes de Eugène Green
- 2006 : Salut Vladimir ! de Anne Benhaïem

### Diretor
- 1985 : Marre de café, curta
- 1986 : La Seule différence c’est que les cafés sont plus chers, curta.
- 1991 : Sans rire, curta com Pierre Vial, Laurent Zizerman, François Berléand, Frédéric Fisbach.
- 1993 : Les Yeux au plafond, curta, com Marcelo Teles, Maïté Maillé, Nathalie Boutefeu, Nathalie Clair
- 1997 : Mange ta soupe com Jean-Yves Dubois, Adriana Asti, Jeanne Balibar, Laszlo Szabo.
- 2001 : Le Stade de Wimbledon com Jeanne Balibar
- 2003 : La Chose publique com Jean-Quentin Chatelain, Anne Alvaro.

## Prêmios
- 1997 :
  - César de meilleur espoir masculin por Comment je me suis disputé...(ma vie sexuelle)
- 2005 : 
  - César de meilleur acteur por Rois et reine
  - Prêmio Lumière de Meilleur acteur pour Rois et reine
  - Estrela de Ouro da Imprensa do cinema francês de premier rôle masculin, por Rois et reine
- 2008 : 
  - César de meilleur acteur por Le Scaphandre et le Papillon
  - Estrela de Ouro da Imprensa do cinema francês de premier rôle masculin, por Le Scaphandre et le Papillon